# Herbert Prohaska
Herbert Prohaska (Viena, Austria, 8 de agosto de 1955) es un exjugador de fútbol de Austria. 
Prohaska actualmente trabaja como un experto en fútbol para la Corporación de Radiodifusión austríaca (ORF). Su apodo "Schneckerl", dialecto vienés por el pelo rizado, deriva de su corte de pelo rizado en sus años jóvenes. 

## Biografía
Prohaska comenzó su carrera profesional en 1972 en el club de fútbol de Austria de Viena. En 1980, había ayudado a su club a ganar 4 títulos de la liga austriaca y 3 gana la Copa de Austria. En 1980 se unió a Inter de Milán, y ganó la Copa de Italia en su segunda temporada con los nerazzurri. En 1982 se trasladó a la AS Roma, donde ganó el campeonato italiano en su primer año. Regresó a Austria de Viena en 1983 para terminar su carrera deportiva. 
En noviembre de 2003, fue seleccionado como el Jugador de Oro de Austria por la Asociación de Fútbol de Austria como su jugador más destacado de los últimos 50 años. 

### Retiro
En 1989 se retiró Prohaska del fútbol. Poco después de su retiro Prohaska comenzó a trabajar como entrenador en el Austria de Viena, donde ganó dos títulos de la Liga de Austria y dos Copas de Austria. 
En 1993 se convirtió en gerente de la Nationalmannschaft, que califica como primero de grupo para la Copa Mundial de Fútbol 1998 en Francia. 1999, renunció después de una desastrosa derrota 9-0 a España. De 1999 a 2000 regresó a la gestión de Austria de Viena. 

## Carrera internacional
Hizo su debut con Austria en noviembre de 1974, un partido amistoso contra Turquía, y fue un participante en la Copa Mundial FIFA 1978 y 1982 Copa Mundial de Fútbol. [1] Él ganó 83 veces, anotando 10 goles. [2] La final internacional era un junio de 1989 coinciden con clasificación para la Copa Mundial contra Islandia, pero se retiró antes de la Copa Mundial de Fútbol 1990. 

## Clubes
| Club              | País    | Año         |
| ----------------- | ------- | ----------- |
| Austria Viena     | Austria | 1972 - 1980 |
| FC Internazionale | Italia  | 1980 - 1982 |
| AS Roma           | Italia  | 1982 - 1983 |
| Austria Viena     | Austria | 1983 - 1989 |

## Palmarés

### Como jugador

#### Torneos nacionales
| Título            | Club              | País    | Año     |
| ----------------- | ----------------- | ------- | ------- |
| Copa de Austria   | Austria Viena     | Austria | 1974    |
| Bundesliga        | Austria Viena     | Austria | 1975/76 |
| Copa de Austria   | Austria Viena     | Austria | 1977    |
| Bundesliga        | Austria Viena     | Austria | 1977/78 |
| Bundesliga        | Austria Viena     | Austria | 1978/79 |
| Bundesliga        | Austria Viena     | Austria | 1979/80 |
| Copa de Austria   | Austria Viena     | Austria | 1980    |
| Copa Italia       | FC Internazionale | Italia  | 1981/82 |
| Serie A de Italia | AS Roma           | Italia  | 1982/83 |
| Bundesliga        | Austria Viena     | Austria | 1983/84 |
| Bundesliga        | Austria Viena     | Austria | 1984/85 |
| Bundesliga        | Austria Viena     | Austria | 1985/86 |
| Copa de Austria   | Austria Viena     | Austria | 1986    |

### Como director Técnico

#### Torneos nacionales
| Título          | Club          | País    | Año     |
| --------------- | ------------- | ------- | ------- |
| Copa de Austria | Austria Viena | Austria | 1990    |
| Bundesliga      | Austria Viena | Austria | 1990/91 |
| Bundesliga      | Austria Viena | Austria | 1991/92 |
| Copa de Austria | Austria Viena | Austria | 1992    |

- Datos: Q257492
- Multimedia: Herbert Prohaska / Q257492